# 马丁娜·米勒 (足球运动员)
马丁娜·米勒（德語：Martina Müller，1980年4月18日—），生于卡塞尔，德国女子足球运动员，场上位置是前锋。她曾代表德国国家队参加2004年夏季奥林匹克运动会足球比赛，获得一枚铜牌。